# Casey Jones (baloncestista)
Casey Nathaniel Jones (nacido el 11 de octubre de 1993 en Marrero (Luisiana), Estados Unidos) es un jugador de baloncesto estadounidense que actualmente  que actualmente está sin equipo, tras jugar en  Trouville de la Liga Uruguaya de Básquetbol. Con una estatura de 1,96 metros juega en la posición de alero.

## Trayectoria deportiva
El alero de complexión atlética jugó durante cuatro temporadas con Chattanooga Mocs (2012-2017). Tras no ser drafteado en 2017, se marchó a Argentina para debutar como profesional en las filas del Centro Deportivo Rivadavia de Mendoza de La Liga Argentina (básquet) en el que jugó 48 partidos, con un promedio de 17 puntos por choque, 5,2 rebotes y 2 asistencias.
El 15 de enero de 2019, llega a España para jugar en las filas del CB La Antigua Tormes de LEB Plata, equipo en el que disputó 17 partidos con una media de 14.6 puntos, 5.5 rebotes, 1.4 asistencias y una valoración de 13.2, en 29.38 minutos de juego.
El 27 de septiembre de 2019, regresa a Argentina para jugar en las filas de la Asociación Deportiva Atenas de la Liga Nacional de Básquet.